# 浅野良治
浅野良治（あさの りょうじ、1954年1月20日 - ）は、日本の音楽家。ロックバンド『ゴダイゴ』の元ドラマー。
ゴダイゴのギタリスト浅野孝已の弟。

## 来歴
- 1954年（昭和29年） - 東京都豊島区に生まれる。
- バンド『オレンジ』で活動。
- 1976年（昭和51年）12月 - 原田裕臣の後任としてゴダイゴに参加。
- 1977年（昭和52年）初頭 - ゴダイゴを脱退。

| スタブアイコン | サブスタブ | この項目は、まだ閲覧者の調べものの参照としては役立たない、音楽関係者（バンド等）に関連した書きかけの項目です。この項目を加筆・訂正などしてくださる協力者を求めています（P:音楽/PJ:芸能人）。 |